# 马修·埃瑟林顿
馬菲·艾法寧頓（英語：Matthew Etherington，1981年8月14日—），出生於英格蘭康沃爾郡的特魯羅。艾法寧頓是一名前英格蘭足球運動員，司職左中場及翼鋒，曾效力英超球會熱刺、西汉姆联 和史篤城。
2014年12月4日，艾法寧頓以持續背傷為由，以33歲之齡宣佈退役。

## 職業生涯

### 彼德堡
艾法寧頓加入彼德堡及在1997年5月3日，以15歲及262日為球隊首次聯賽上陣，以2-1擊敗賓福特。另外在接下來的一季為球隊兩次上陣，之後的一季即1998-1999年賽季為球隊共33上陣，射入三個入球。1999年12月終在冬季轉會以50萬英鎊加盟熱刺。艾法寧頓共代表彼德堡58次上陣，射入6個入球。

### 熱刺
艾法寧頓由彼德堡轉會至熱刺，與同時加盟這支北倫敦球會。在逗留在熱刺三年間，曾在2001年被外借至布拉德福德兩個月， 上陣13次並射入1球。自1999年轉會以來，只有為熱刺5次披甲上陣，艾法寧頓在2002年6月提出轉會要求，決意離開熱刺尋找新球會。可是，沒有球會願意出價引入艾法寧頓。在2002-03年英超聯賽季進入一隊正選大軍，為球隊25次上陣，當中曾受腳踝受傷困擾而缺陣。在2003年8月，艾法寧頓加盟西汉姆联，韋斯咸以卡努特換取艾法寧頓及350万镑，埃瑟林顿在此次交易中的身价被估算为50万镑。由於在1999年以50萬鎊轉會至熱刺时，两个俱乐部有根据再次转会身价追加15%超额部分给彼得堡的合同条款，所以當艾法寧頓以原价50万镑再度轉會後，彼德堡向英超聯當局提出投訴，但最终无结果。艾法寧頓共代表熱刺51次上陣，其中28次是後備上陣並取得兩個入球。

### 韋斯咸
艾法寧頓加入西汉姆联首兩年，在第二級的聯賽打滾，見證最後一季的甲組足球聯賽《第二級》及首季英冠聯。艾法寧頓在厄普顿公园比賽首季贏得「韋斯咸年度球員」（Hammer of the Year）獎項。在2004年英甲升級附加賽的四強射入第二球以2-0擊敗伊普斯维奇，帶領球隊進入決賽，不幸地水晶宮以1-0擊退韋斯咸並取得升級資格。在2005年，在英冠聯升級附加賽捲土重來，擊退普雷斯顿，一個妙絕的傳中交由森莫亞射入，以1-0取得勝利，西汉姆联重返英超聯。
在2006-07年英超聯賽季，並沒有取得入球，但素有取得助攻。雖在最後數場沒有上陣，被般莫迪所取代，但憑整季的出色表現，令球隊護級成功。
艾法寧頓在2007-08年英超聯賽季，依然表現出色，取得三個入球。

### 史篤城
2009年1月8日，艾法寧頓加盟史篤城，轉會費200萬英鎊，簽訂三年半合約。2014年5月24日，英超球會史篤城宣佈不會與艾法寧頓簽新合約。2014年12月4日，艾法寧頓於其社交網站宣佈因其背傷未能根治，決定結朿職業球員生涯。

## 國際賽生涯
艾法寧頓曾在1999年世界青年足球錦標賽代表英格蘭 U20，同時期球員如：斯图尔特·泰勒、阿什利·科尔、克勞奇及安祖·莊臣。可是，在三仗中未取得入球，結果以榜末出局分組賽。
領隊柏祖認為他能代表英格蘭上陣，以解決當時大鬧的左中場荒。
|          | 想不出有甚麼英格蘭左中場球員，能在艾法寧頓的能力之上。[9] |
| ——－柏祖 |                                                           |
可是，他並沒有入選2006年世界盃足球賽英格蘭大軍陣容。而唐寧則入選艾歷臣的左中場選擇。

## 個人生活
在比賽外，艾法寧頓在撲克上略有成就，但因此賭博成癮。艾法寧頓透露由2007年2月起正在接受心理療程。

## 外部連結
- Biogs.com （页面存档备份，存于）
- FootballDatabase.com （页面存档备份，存于）
- 足球数据库：马修·埃瑟林顿的球员统计数据
- UpThePosh! 彼德堡資料庫個人資料